# Полет 782 на „Еър Транспорт Интернешънъл“
Полет 782 на „Еър Транспорт Интернешънъл“ е вътрешен „празен полет“ от международното летище „Канзас Сити“, Канзас Сити, Мисури, до летище „Уестовър Метрополитън“, Спрингфийлд, Масачузетс, Съединените американски щати, управляван от „Еър Транспорт Интернешънъл“. На 16 февруари 1995 г. самолетът „Дъглас DC-8-63F“, който изпълнява полета, не успява да излети от Канзас Сити, излиза извън пистата и се разбива, което причинява смъртта на всички 3 членове на екипажа. Предварително е планирано самолетът да излети с товар до Толидо, Охайо, но първият екипаж не успява да пусне двигател номер 1. Така товарът е свален и на друг екипаж е възложено да закара машината към Спрингфийлд, където да бъде извършен ремонт.
Националният съвет по безопасност на транспорта установява, че инцидентът е причинен от нарушаване на стандартните оперативни процедури от страна на екипажа, който взема неправилно решение да продължи излитането, когато самолетът е под изчислената въздушна скорост.
„Еър Транспорт Интернешънъл“ предоставя неправилно обучение на своите служители, което довежда до неразбиране на процедурата за излитане с три двигателя. Авиокомпанията също така не осигурява достатъчна почивка и екипажът е уморен по време на инцидента, въпреки че Националният съвет по безопасност на транспорта не може да потвърди дали това влошава работата на пилотите. Също така надзорът от страна на Федералната авиационна администрация не е достатъчен спрямо установените правила на авиопревозвача.